# Mouvement antinucléaire au Kazakhstan
Pour un article plus général, voir Mouvement antinucléaire.

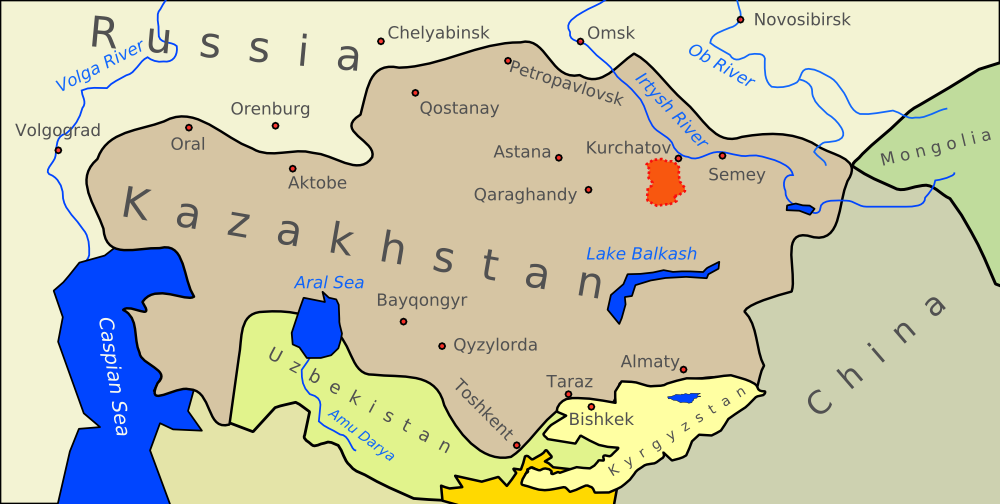
Le polygone nucléaire de Semipalatinsk (en rouge), d'une surface de 18000 km2, jouxtant la ville de Kourtchatov (le long de l'Irtych). Le site s'étend sur une surface légèrement moins grande que le territoire du pays de Galles.

Le mouvement antinucléaire au Kazakhstan, nommé Nevada Semipalatinsk (russe : Невада — Семипалатинск) ou Nevada Semey (kazakh : Невада-Семей), débute en 1989. C'est un des premiers grands mouvements antinucléaires dans l'ex-Union soviétique. Il est mené par l'écrivain Olzhas Souleïmenov (en) et attire des milliers de protestataires et de militants, qui obtiennent la fermeture du polygone nucléaire de Semipalatinsk (nord-est du Kazakhstan) en 1991,,. Le mouvement est nommé « Nevada Semipalatinsk » pour montrer sa solidarité avec les mouvements demandant la fermeture du site d'essais du Nevada, aux États-Unis.
Entre 1949 et 1989, l'Union soviétique effectue 456 essais nucléaires sur le polygone de Semipalatinsk,. L'Organisation des Nations unies estime à un million le nombre de résidents irradiés dans la région de Semipalatinsk ; de plus, la prévalence des anomalies congénitales et des cancers y est deux fois plus importante que dans le reste du pays,,.
Selon l'UNESCO, le mouvement « Nevada Semipalatinsk » a permis à une partie du public de comprendre « la nécessité de combattre les menaces nucléaires ». Le mouvement reçoit de nombreux soutiens à travers le monde et est devenu, toujours selon l'UNESCO, « un vrai élément historique dans la recherche de solutions aux problèmes écologiques mondiaux ».
En août 2016, Astana accueille la conférence internationale « Construire un monde sans armes nucléaires », qui traite notamment de la non-prolifération nucléaire, du désarmement nucléaire et de la protection physique des armes atomiques. Cette conférence débouche notamment sur la Déclaration d'intention d'Astana intitulée « De la brume radioactive à un monde sans arme nucléaire ».